# Andrés Zegarra
Pour les articles homonymes, voir Zegarra.
Andrés Francisco Zegarra Malpartida, né le 15 avril 1947, est un footballeur péruvien qui jouait au poste d'attaquant. Il est cousin de Víctor Zegarra, célèbre footballeur péruvien des années 1960.

## Biographie

### Carrière en club
Andrés Zegarra se fait connaître au Defensor Arica où il joue de 1965 à 1970. Vice-champion du Pérou en 1969, il dispute une rencontre de la Copa Libertadores 1970. Entre 1971 et 1972, il part au Juan Aurich de Chiclayo. 
Revenu à Lima, il s'enrôle en 1973 à l'Alianza Lima où il est sacré champion du Pérou en 1975. Entre 1976 et 1981, il joue successivement au FBC Melgar d'Arequipa suivi du Deportivo Municipal et enfin au CNI d'Iquitos. 
Il termine sa carrière en 1983 au sein du Coronel Bolognesi de Tacna.

### Carrière en équipe nationale
International péruvien, Andrés Zegarra compte 11 sélections entre 1967 et 1975. Il dispute un match comptant pour les éliminatoires de la Coupe du monde 1970 contre la Bolivie, le 17 août 1969 (victoire 3-1).

## Palmarès
Alianza Lima
- Championnat du Pérou (1) :
  - Champion : 1975.